# Honduras i olympiska sommarspelen 1988
Honduras deltog i de olympiska sommarspelen 1988 med en trupp bestående av åtta deltagare, men ingen av landets deltagare erövrade någon medalj.

## Boxning
Lätt flugvikt
- Darwin Angeles
  - Första omgången — bye
  - Andra omgången — Förlorade mot Sam Stewart (LBR), 0:5

Mellanvikt
- Roberto Martínez
  - Första omgången — bye
  - Andra omgången — Förlorade mot Esa Hukkanen (FIN), 0:5

## Friidrott
Herrarnas 400 meter
- Jorge Fidel Ponce

Herrarnas 400 meter häck
- Jorge Fidel Ponce

Herrarnas 20 kilometer gång
- Santiago Fonseca
- Rafael Valladares